# Björn Farmann Haraldsson
Björn Haraldsson, detto Farmann (in norvegese: Bjørn Farmann Haraldsson; dopo l'872 – Tønsberg, 927), fu re di Vestfold.

## Biografia
Björn Haraldsson detto "il Viandante" (Farmann) fu il secondo di figlio di re Harald I Bellachioma e Svanhildr, figlia di Eysteinn, jarl di Hedmark. Non è noto dove e quando nacque ma verosimilmente dopo l'872, anno della battaglia di Hafrsfjord. Come tutti i figli di Harald, trascorse la giovinezza nella casa materna.
Attorno al 900, quando re Harald aveva ormai all'incirca cinquant'anni, per cercare di placare le continue liti intestine tra i suoi figli e gli jarl, decise di accontentarli conferendo a tutti loro il titolo di re e divise il regno in vari potentati minori le cui rendite sarebbero spettate per metà a lui e per metà al sovrano locale, inoltre ai figli sarebbe stato concesso di sedere sotto il suo seggio ma sopra quello degli jarl. A Björn toccò il regno di Vestfold. Questa decisione permise di ridurre temporaneamente le lotte intestine tra i figli di Harald ma non di risolvere il nodo della successione al trono, per la quale sorsero nuovi contrasti. Era infatti volontà del re di Norvegia che il suo erede fosse Eiríkr Blódøx, il figlio che più amava sebbene non il primogenito, tuttavia gli abitanti del Trøndelag gli preferivano Hálfdan il Nero mentre quelli di Vík e dell'Oppland propendevano per Guthormr e, dopo la sua morte, prima per lo stesso Björn poi per Óláfr. Pochi mesi dopo essere stato nominato re infatti il fratellastro Guthormr morì in battaglia affrontando la flotta di Sölvi il Fenditore (Klofi) presso la foce del fiume Göta e Óláfr gli subentrò in qualità di re di Ranrike.
Björn, a differenza di molti dei suoi fratelli, era considerato un sovrano saggio e moderato ed era amato dai sudditi. Stabilì la propria residenza presso Tønsberg e si dedicò al commercio con il resto della Norvegia nonché con la Sassonia e la Danimarca piuttosto che alle guerre intestine o alle scorrerie. Per questo motivo gli altri fratelli lo soprannominarono "il Viandante" (Farmann) o "il Mercante" (Kaupmaðr). Si sposò con una donna appartenente alla nobiltà norvegese di cui non ci è pervenuto il nome e da cui ebbe un figlio, Guðrøðr.
Nel 927, dopo alcuni anni di pace, il fratellastro Eiríkr ritornò in Norvegia da una campagna militare nel Baltico orientale al comando di una grande flotta. Passando per Tønsberg, pretese che Björn gli versasse le tasse e le rendite del Vestfold dovute a re Harald mentre sino a quel momento la consuetudine era stata che fossero versate al re in persona. Björn rifiutò e al termine di un'accesa discussione la sera stessa se ne andò a villeggiare nella residenza di Sæheimr. Durante la notte Eiríkr insieme ai suoi uomini circondarono la sala in cui Björn era intento a banchettare con l'intenzione di incendiarla. Björn allora uscì insieme ai suoi soldati e affrontò il fratellastro ma rimase ucciso nello scontro. Eiríkr dopo aver saccheggiato la proprietà ed ottenuto un grande bottino se ne tornò nel nord della Norvegia ma l'assassinio del fratello provocò un grande malcontento tra la gente del Vestfold che si strinse attorno ad Óláfr dopo che questi promise di vendicare il fratello. Secondo la tradizione, Björn fu sepolto nel tumulo di Farmannshaugr. Suo figlio Guðrøðr fu adottato da Óláfr.

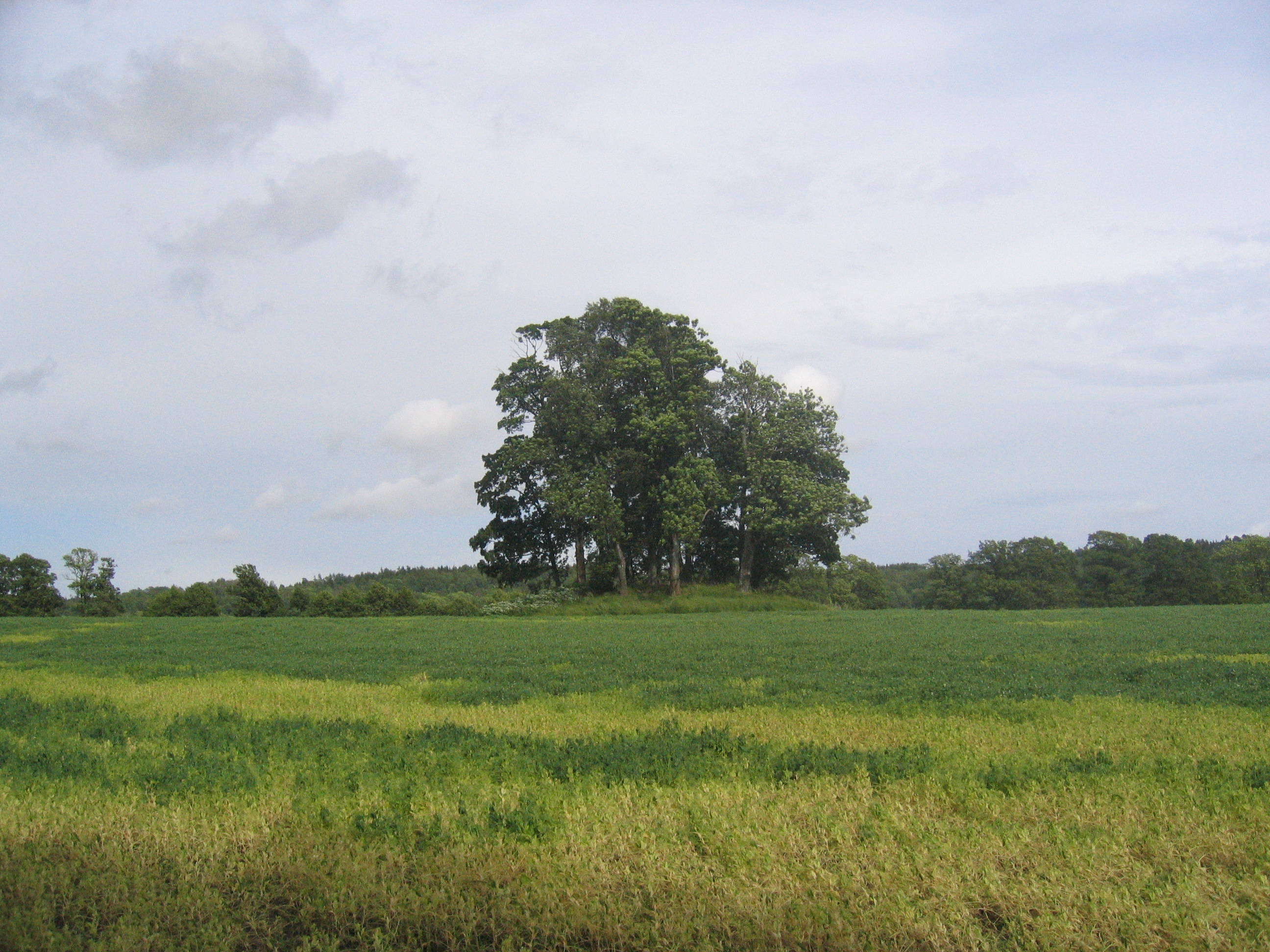
Farmannshaugen, considerato dalla tradizione il luogo di sepoltura di Björn